# Grupul Panet

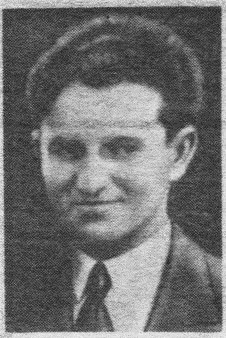
Luptătorul antifascist Francisc Panet.

Grupul Panet a fost un grup comunist clandestin, care a funcționat în anul 1941, după intrarea României în cel de-al doilea război mondial. Denumit după inginerul chimist Francisc Panet (1907-1941), grupul s-a ocupat cu prepararea de explozibili în vederea desfășurării de acte de sabotaj împotriva României (aliata cu Germania nazista), cu scopul de a submina guvernul fascist.  

## Formarea grupului
În iunie 1941, a avut loc atacarea Uniunii Sovietice de către forțele armate ale Axei. Prin Circulara din 8 iulie, declarația-manifest de la sfârșitul lunii iulie, cea din august și apoi prin Platforma-program din septembrie 1941, Partidul Comunist Român a condamnat participarea României la războiul antisovietic și a adresat o chemare pentru unirea tuturor forțelor patriotice antihitleriste într-un front unic național, în scopul de a-i alunga din țară pe germanii hitleriști, de a răsturna regimul antonescian și de a scoate România din războiul antisovietic. 
În acest scop, partidul a organizat acțiuni de sabotare a activității fabricilor de armament și muniții, a căilor ferate și a porturilor, pentru a împiedica trecerea convoaielor feroviare către front. Era nevoie astfel de procurarea de explozibili și de organizarea unui grup de acțiune care să se ocupe cu plasarea acestora la diferite obiective care lucrau pentru front. Un prim grup a fost organizat la București, fiind compus din 5 persoane:
- Francisc Paneth (n. 1907) - inginer chimist
- Lili Gottlieb Paneth[2] (n. 1911) - soția lui Francisc Panet, absolventă a Facultății de litere și filozofie din București
- Adalbert Kornhauser (n. 12 iunie 1898, Hida-Cluj) - medic, activist comunist trecut prin închisori, de unde fusese eliberat în urma cu abia un an
- Ada Marinescu (n. 30 ianuarie 1905, Moinești) - chimistă, activistă comunistă de mai mulți ani
- Elisabeta Naghi (Erzsébet Nagy) (n. 1912, județul Satu-Mare) - muncitoare din București, activistă comunistă de mai mulți ani

Panet a primit din partea PCR sarcina de a improviza un laborator pentru prepararea de explozibil care să fie folosit în acțiunile de sabotaj desfășurate împotriva trupelor germane staționate în România. El a organizat un laborator în baia casei sale din Splaiul Independenței nr. 8. Colaboratorii săi i-au procurat materiile prime (clorat de potasiu, dextrină, acid sulfuric, nitrit de amil, nitroglicerină etc.), precum și aparatura (aparate de distilare, refrigerent, biuretă, tuburi de sticlă ș.a.). În acest laborator au fost preparate încărcături explozive care au fost folosite la efectuarea de acte de sabotaj.

## Arestarea membrilor grupului
Deși locul unde se afla laboratorul era ținut secret, nefiind cunoscut nici măcar de unii membri ai grupului, iar predarea pachetelor cu explozibil se făcea pe străzi, organele Poliției și Siguranței Statului au început să urmărească o serie de persoane bănuite de complicitate, printre care s-au aflat și membrii grupului. Prin urmărirea acestora s-a ajuns la Francisc Panet. La 31 octombrie a avut loc o descindere în casa acestuia, în urma căreia s-a descoperit laboratorul clandestin, în care s-au găsit 140 de încărcături explozive. Soții Panet au fost arestați de Siguranța Statului (poliția politică a României din acea vreme) și întreaga cantitate de explozibil a fost confiscată. Ulterior, au fost arestați și ceilalți. Membrii grupului și-au recunoscut faptele, ei fiind deferiți Curții marțiale a Capitalei. 
La 5 noiembrie 1941, cei cinci membri ai grupului Panet au fost aduși la închisoarea Jilava, unde au fost condamnați în aceeași zi la moarte după o judecată sumară de două ore efectuată de Secția a III-a a Curții Marțiale a Comandamentului Militar al Capitalei pentru înscrierea în Partidul Comunist (pe atunci organizație clandestină scoasă în afara legii) și pentru desfășurarea de „acțiuni subversive la adresa securității statului”. Avocații apărării, Petre Pandrea și Ion C. Raiciu, au făcut cerere de grațiere, dar aceasta a fost respinsă. Președintele completului de judecată a fost colonelul Alexandru Petrescu.
La 7 noiembrie, ei au fost executați de un pluton de execuție într-o pădure de lângă Jilava. După cele spuse de un sergent care a participat la execuție, citat de militantul comunist Vasile Vaida (coleg de detenție), cei cinci condamnați au fost legați de copaci, iar Francisc Panet a început să cânte „Internaționala” înainte de a fi executat.
În articolul „5 comuniști care pregăteau acte de sabotaj au fost condamnați la moarte și executați”, publicat în ziarul Viața, anul I, nr. 223, 11 noiembrie 1941, p. 6, se afirma că arestații nu erau de origine română, patru fiind de origine evreiască (Francisc Paneth, Lili Paneth, Adalbert Kornhauser și Ada Iosipovici) și una de origine maghiară (Elisabeta Nagy).
După instaurarea regimului comunist, numele celor cinci membri ai grupului au fost date unor străzi din România.  
- str. Lili Gottlieb Paneth (actualmente str. Lucian Blaga) - în Sibiu
- str. Dr. Kornhauser (actualmente str. Ioan Lupaș) - în Sibiu
- str. Ada Marinescu - în Bacău, Câmpina, Iași și Galați

## Membrii grupului

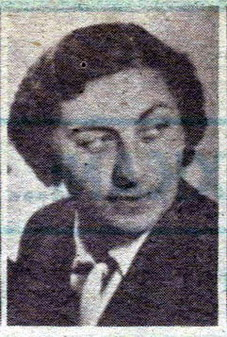
Lili Panet
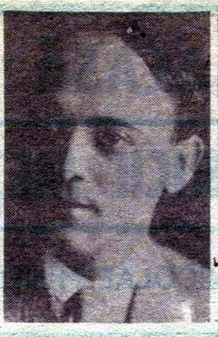
Adalbert Kornhauser
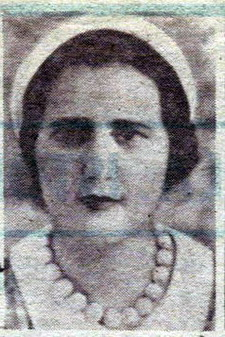
Ada Marinescu
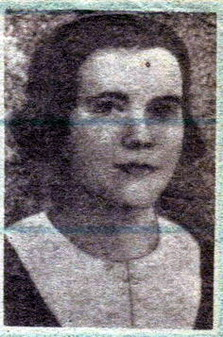
Elisabeta Naghi